# Ljusnan
Ljusnan er en flod i det centrale Sverige. Den er 443 kilometer lang med et afvandingsområde på 19.816 km². og en middelvandføring på 230 m³/s. 
Floden har sit udspring i Ljusnetjärnen (1.149 moh.) på sydsiden af bjerget Haftorstöten ved grænsen nordøst for Aursunden i Norge. Floden har flere bifloder og løber gennem Härjedalen og Hälsingland i en hovedsageligt sydøstlig retning. Den munder ud i Den Botniske Bugt ved byen Ljusne. De største bifloder er Voxnan, Veman og Härjån. 
Ljusnan er kraftigt reguleret til produktion af vandkraft og der ligger i alt 18 kraftværker langs floden og dens bifloder, med en samlet produktion i 2001 på 4,5 TWh. Ljusnan var tidligere også en vigtig flod for tømmerflådning.